# 嫗岳村
嫗岳村（うばだけむら）は、大分県直入郡にあった村。現在の竹田市の一部にあたる。

## 地理
祖母山の北麓の農山村地域。
- 河川：神原川、田井川、倉本川、名子川[2]

## 歴史
- 1889年（明治22年）4月1日、町村制の施行により、直入郡田井村、倉木村、神原村、中角村が合併して村制施行し、嫗岳村が発足[1][2]。旧村名を継承した田井、倉木、神原、中角の4大字を編成[2]。
- 1954年（昭和29年）3月31日、直入郡竹田町、玉来町、嫗岳村、城原村、菅生村、豊岡村、入田村、松本村、宮砥村、宮城村と合併し、市制施行し竹田市を新設して廃止された[1][2]。

### 地名の由来
祖母山の別称・嫗岳による。

## 産業
- 林業、椎茸、木炭[2]

## 交通

### 県道
- 玉来神原線[2]